# Fanny Brice
Fania Borach, känd som Fanny Brice, född 29 oktober 1891 i New York i New York, död 29 maj 1951 i Hollywood i Los Angeles i Kalifornien, var en amerikansk komedienne och sångerska.
Redan som tonåring började hon uppträda i shower i stadsdelen Brooklyn. Hon framträdde sedan i varietéer, först som balettflicka, sedan som sångerska. Hon upptäcktes av Florenz Ziegfeld och fick sitt stora genombrott Follies-revyn 1910. Hon medverkade sedan i alla hans revyer utom två fram till 1923. Hon lanserade många kända melodier, såsom My Man och Second Hand Rose.
Brice gjorde endast ett fåtal filmer, bland annat My Man (1928), Den store Ziegfeld (1936), Hela världen sjunger (1938) och Ziegfeld Follies (1946).
Hennes liv filmatiserades i musikalen Funny Girl (1968) med Barbra Streisand i huvudrollen som Brice. Filmen fick också en uppföljare, Funny Lady (1975).
Brice var gift med barberaren Frank White (1910–1913), affärsmannen Julius "Nicky" Arnstein (1919–1927) och låtskrivaren Billy Rose (1929–1938).

## Filmografi i urval
- 1928 – My Man
- 1936 – Den store Ziegfeld
- 1938 – Hela världen sjunger
- 1946 – Ziegfeld Follies